# 马尔塞扬海滩站
马尔塞扬海滩站，是法国的一个铁路车站，位于法国南部埃罗省的海滨小城马尔塞扬附近。

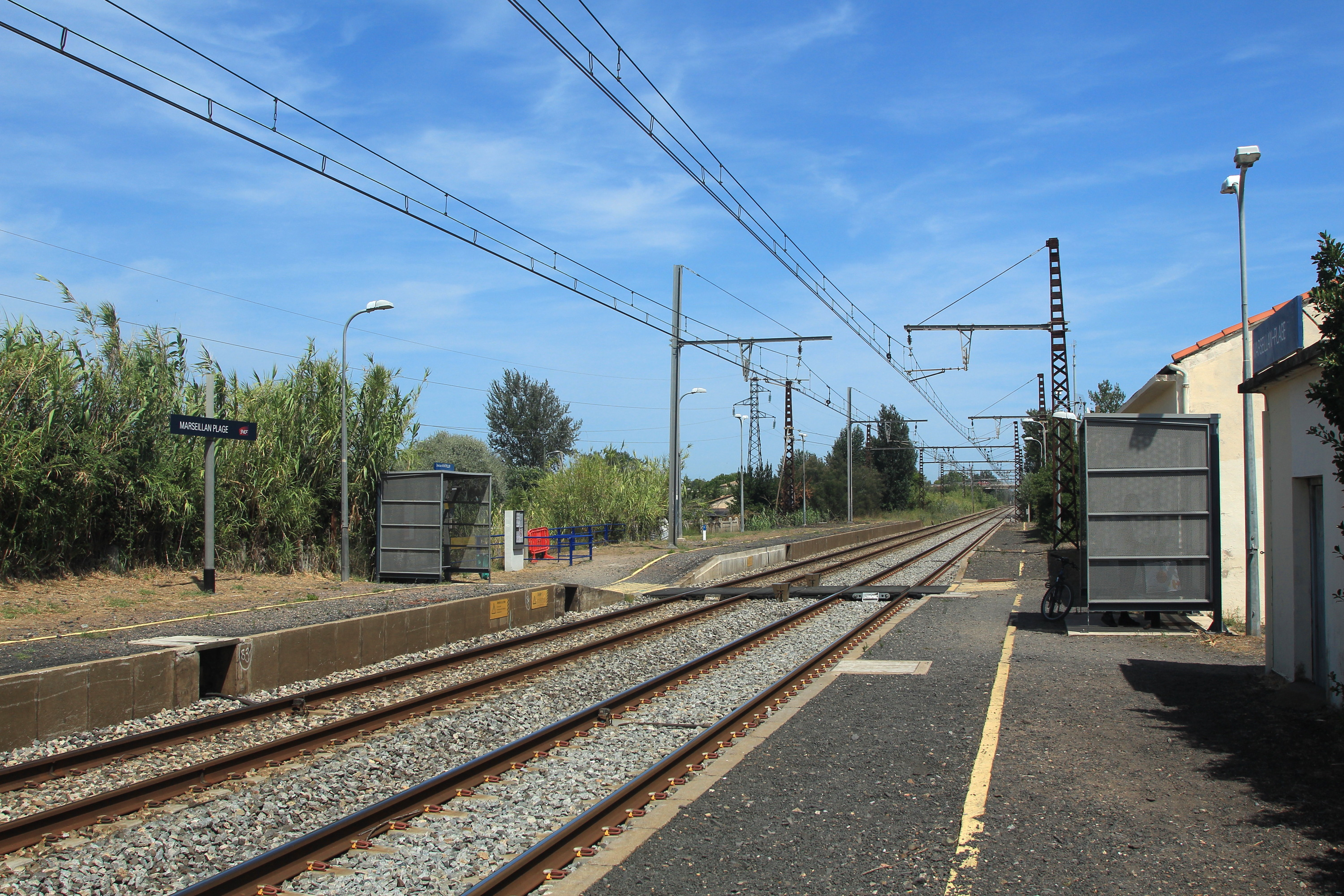
月台 (2017年8月)

## 位置
马尔塞扬海滩站位于马尔塞扬市区的南部大约3公里，波尔多—塞特铁路406.117公里处，距离纳博讷大约52公里。车站大致呈东北-西南走向，正门开口朝东南，西北侧理论上亦可进出。
因地理条件限制，马尔塞扬海滩站距离马尔塞扬市区超过3公里，这也使其成为法国境内和所在城市中心相隔最远的既有铁路线车站之一。

## 设施
马尔塞扬海滩站是一个无人看守的乘降所，没有任何售票设施。在该站上车的乘客需主动购票或使用通勤卡。此外，该站没有地下通道或人行天桥，前往对向站台需横穿铁路正线，因此该站存在一定的安全隐患。

## 停靠线路
以下列车线路在马尔塞扬海滩站停靠：
| 马尔塞扬海滩站列车线路表                                             |      |        |        |              |
| 线路                                                                 | 车种 | 上一站 | 下一站 | 大致运行频率 |
| 阿维尼翁 马赛 尼姆/蒙彼利埃 — 纳博讷 佩皮尼昂/塞贝尔 卡尔卡松/图卢兹 | TER  | 塞特   | 阿格德 | 每天6趟左右  |
| 1.                                                                   |      |        |        |              |

## 配套交通

### 长途客车
马尔塞扬海滩站附近暂无固定长途客运线路，当铁路线施工或罢工时，SNCF可能会提供临时途径沿线的大巴车。

### 市内交通
| 马尔塞扬海滩站附近的市内公共交通线路 |                    |             |
| 公交车站名称                         | 位置               | 停靠线路    |
| Marseillan Gare SNCF 马尔塞扬海滩站  | 马尔塞扬海滩站门口 | 15路、915路 |
| 1.                                   |                    |             |

### 社会车辆
马尔塞扬海滩站门口附近没有停车的地方。

## 临近车站
| 马尔塞扬海滩站（Gare de Marseillan-Plage） |                  |          |
| 上行车站                                   | 线路             | 下行车站 |
| 阿格德站                                   | 波尔多－塞特铁路 | 塞特站   |
| 1. - 本表仅显示运营中的线路及车站          |                  |          |